# Sichuan
Sichuan (fil), tidigare romaniserat Szechwan, är en provins i Kina. Den har en yta på 487 630 km² och totalt 80 418 200 invånare (2010). Provinshuvudstad är Chengdu.

## Geografi
Sichuan är på alla sidor omgivet av berg. Centrum utgörs av det fruktbara, tättbefolkade Röda bäckenet, ett tektoniskt sänkningsfält, vars jordmån består av förvittrade röda sandstenar och skiffrar från kritperioden. Det är ett backlandskap, genomflutet av floder, som skurit sig djupt ned och ha stritt lopp. De viktigaste är Yangtzefloden med de fyra bifloderna Minfloden, Lu, Jialingfloden och Wu. Under sommarregnen stiger vattenståndet i Yangtze med ända upp till 22 m och floden är då segelbar till Chongqing. Huvudmassan av befolkningen utgöres av hankineser, vilka genom en intensiv terrassering av jorden har uppodlat 40% av arealen. Jordbruksprodukterna är ris, vete, hirs, majs, raps, socker, sötpotatis, tobak och te. Dessutom produceras siden och stenkolstjära. Bergsbruket lämnar kol, järn, guld och koppar. I bergstrakterna kring Röda bäckenet lever en del etniska minoriteter, bland annat miao, yi och tibetaner.

## Historia
Sichuan har på grund av sitt avskilda läge på gränsen till den tibetanska högplatån ofta varit den provins som sist införlivats med en ny regim och ofta varit centrum för rivaliserande dynastiska projekt.

### Kejsartidens historia
Sichuans tidigaste historia är höljd i dunkel, men området blev en del av det kinesiska imperiet när Qindynastin underkuvade de här belägna kungadömena Ba och Shu under 200-talet f.Kr. Efter Handynastins fall upprättade en tronpretendent till Han-dynastin år 221 en lokalt kungadöme som är känt som Shu Han.
Under Tangdynastin stod Sichuan under starkt tibetanskt inflytande och blev inte fullständig införlivad med Kina förrän under den följande Songdynastin.
När Mingdynastin förföll under 1600-talet erövrades Sichuan av en rebellhövding Zhang Xianzhong (1606–1646) som kom från Yan'an i Shaanxi-provinsen och hade öknamnet "Gula tigern". Han ledde sina styrkor från Shaanxi till Sichuan, där han utropade sig själv till kejsaren av Daxi-dynastin (大西王朝). På grund av lokalt motstånd utförde han massakrer på lokalbefolkningen och manchuernas erövring av provinsen ledde också till ett drastiskt fall i befolkningen. Efter det att Qingdynastin konsoliderat sin ställning uppmuntrade myndigheterna invandring från Hubei-provinsen för att återbefolka Sichuan.
På grund av sitt utsatta läge på gränsen till Tibet var Sichuan den enda provins som lydde under en generalguvernör och för att kunna finansiera de lokala militära utgifterna begränsade centralmakten sitt skatteuttag. Under 1720-talet införlivades delar av den tibetanska kham-provinsen med Sichuan.

### Det moderna Sichuan
I slutet av Qingdynastin stod Sichuan i centrum för det lokala motståndet mot dynastin, då de lokala eliterna motsatte sig en förstatligande av de järnvägar som byggts med lokala medel. När trupper som omgrupperats till Wuchang för att undertrycka motståndet i Sichuan istället begick myteri den 10 oktober 1911 utbröt Xinhairevolutionen som störtade dynastin och etablerade Republiken Kina 1912.
Under den republikanska eran sönderföll den politiska kontrollen av Sichuan mellan olika krigsherrar. Det var inte förrän Chiang Kai-shek flyttade Kinas huvudstad till Chongqing, som då tillhörde provinsen, som Sichuan kom under Kuomintang-regeringens inflytande. 1939 avskildes de tibetanska delarna av Sichuan för att bilda Sikang-provinsen.
Under det kinesiska inbördeskriget 1946-49 var Sichuan en av Kuomintangs starkaste fästen och Chiang Kai-shek lämnade Kina sista gången när han flög från Chengdus flygplats i december 1949. Inte förrän 1950 lyckades Folkets befrielsearmé införliva hela provinsen med den nygrundade Folkrepubliken Kina och det var härifrån som Befrielsearmén inledde sina operationer för att införliva Tibet med Kina, vilket skedde 1951. 1955 upplöstes Sikang-provinsen och förenades med Sichuan.
Sichuan-provinsen drabbades hårt av de politiska kampanjer som fördes under Folkrepublikens år. På grund av partisekreteraren Li Jingquans hårdföra politik var Sichuan en av de provinser där flest invånare svalt ihjäl under det Stora språnget (1958-62) och mellan 8 och 12,5 miljoner beräknas ha mist livet. Under Kulturrevolutionen (1966-76) drabbades provinsens av svår politisk fragmentering och det utbröt regelrätta stridigheter mellan konkurrerade rödgardister.
1997 avskildes staden Chongqing och en rad intilliggande härad för att bilda en storstad på provinsnivå. Provinsen drabbades av en svår jordbävning i maj 2008.

## Politik
Den politiska makten i Sichuan utövas officiellt av provinsens folkregering, som leds av den regionala folkkongressen och guvernören i provinsen. Dessutom finns det en regional politiskt rådgivande konferens, som motsvarar Kinesiska folkets politiskt rådgivande konferens och främst har ceremoniella funktioner. Provinsens guvernör sedan december 2020 är Huang Qiang. Partisekreterare för Sichuan är sedan april 2022 Wang Xiaohui.

## Administrativa enheter
Efter det att Chongqing avskildes från provinsen består nu provinsen av en stad på subprovinsiell nivå, 18 städer på prefekturnivå och tre autonoma prefekturer för olika etniska minoriteter. Den autonoma prefekturerna är glest befolkade, men utgör drygt 60 procent av Sichuans totala yta.
| Karta                       | Nr                                   | Namn                 | Administrativt säte                             | Kinesiska Pinyin | Befolkning (2010) |
| --------------------------- | ------------------------------------ | -------------------- | ----------------------------------------------- | ---------------- | ----------------- |
|                             |                                      |                      |                                                 |                  |                   |
| — Subprovinsiell stad —     |                                      |                      |                                                 |                  |                   |
| 9                           | Chengdu                              | Qingyang-distriktet  | 成都市 Chéngdū shì                              | 14 047 625       |                   |
| — Städer på prefekturnivå — |                                      |                      |                                                 |                  |                   |
| 3                           | Mianyang                             | Fucheng-distriktet   | 绵阳市 Miányáng shì                             | 4 613 862        |                   |
| 4                           | Guangyuan                            | Lizhou-distriktet    | 广元市 Gǔangyúan shì                            | 2 484 125        |                   |
| 5                           | Nanchong                             | Shunqing-distriktet  | 南充市 Nánchōng shì                             | 6,278,622        |                   |
| 6                           | Bazhong                              | Bazhou-distriktet    | 巴中市 Bāzhōng shì                              | 3,283,771        |                   |
| 7                           | Dazhou                               | Tongchuan-distriktet | 达州市 Dázhōu shì                               | 5 468 092        |                   |
| 8                           | Ya'an                                | Yucheng-distriktet   | 雅安市 Yǎ'ān shì                                | 1 507 264        |                   |
| 10                          | Deyang                               | Jingyang-distriktet  | 德阳市 Déyáng shì                               | 3 615 759        |                   |
| 11                          | Suining                              | Chuanshan-distriktet | 遂宁市 Sùiníng shì                              | 3 252 551        |                   |
| 12                          | Guang'an                             | Guang'an-distriktet  | 广安市 Guǎng'ān shì                             | 3 205 476        |                   |
| 13                          | Meishan                              | Dongpo-distriktet    | 眉山市 Méishān shì                              | 2 950 548        |                   |
| 14                          | Ziyang                               | Yanjiang-distriktet  | 资阳市 Zīyáng shì                               | 3 665 064        |                   |
| 15                          | Leshan                               | Shizhong-distriktet  | 乐山市 Lèshān shì                               | 3 235 756        |                   |
| 16                          | Neijiang                             | Shizhong-distriktet  | 内江市 Nèijiāng shì                             | 3 702 847        |                   |
| 17                          | Zigong                               | Ziliujing-distriktet | 自贡市 Zìgòng shì                               | 2 678 898        |                   |
| 18                          | Yibin                                | Cuiping-distriktet   | 宜宾市 Yíbīn shì                                | 4 472 001        |                   |
| 19                          | Luzhou                               | Jiangyang-distriktet | 泸州市 Lúzhōu shì                               | 4 218 426        |                   |
| 21                          | Panzhihua                            | Dongqu-distriktet    | 攀枝花市 Pānzhīhūa shì                          | 1 214 121        |                   |
| — Autonoma prefekturer —    |                                      |                      |                                                 |                  |                   |
| 1                           | Garzê (för tibetaner)                | Kangding härad       | 甘孜藏族自治州 Gānzī zàngzú zìzhìzhōu           | 1 091 872        |                   |
| 2                           | Ngawa (för tibetaner & qiang-folket) | Barkam härad         | 阿坝藏族羌族自治州 Ābà zàngzú qiāngzú zìzhìzhōu | 898 713          |                   |
| 20                          | Liangshan (för Yi-folket)            | Xichang              | 凉山彝族自治州 Liángshān yízú zìzhìzhōu         | 4 532 809        |                   |